# 3647 Dermott
3647 Dermott је астероид главног астероидног појаса са пречником од приближно 30,69 .
Афел астероида је на удаљености од 3,079 астрономских јединица (АЈ) од Сунца, а перихел на 2,523 АЈ.
Ексцентрицитет орбите износи 0,099, инклинација (нагиб) орбите у односу на раван еклиптике 8,037 степени, а орбитални период износи 1713,022 дана (4,690 године).
Апсолутна магнитуда астероида је 11,40 а геометријски албедо 0,051.
Астероид је откривен 11. јануара 1986. године.